# Most Akaši-Kaikjo
Most Akaši-Kaikjo (jap. 明石海峡大橋, ang. Akashi-Kaiyō Bridge) je 3991 metrov most dolg most čez preliv Akaši na Japonskem. Z največjim razponom 1991 metrov med pilonoma je bil v času odprtja leta 1998 najdaljši viseči most na svetu. Pilona sta visoka 282 metrov. Višina ceste nad vodno gladino je 66 metrov, tako da lahko ladje neovirano plujejo pod njim. Most povezuje mesto Kobe na otoku Honšu in mesto Iwaja na otoku Awaji. Dnevno uporablja most okrog 23.000 vozil. Cena izgradnje je bila okrog 500 milijard jenov (pribl. 4 milijarde evrov).
Most je zasnovan tako, da lahko prenese vetrove hitrosti 286 km/h in potrese z magnitudo do 8,5. Pri gradnji vsakega od dveh sider so porabili 350.000 ton betona. Pri gradnji jeklenih kablov so porabili 300.000 kilometrov žice. Premer kabla 112 cm in vsebuje 36.830 žic. Most ima tudi naprave za blaženje nihanj.

## Zgodovina
Preden je bil zgrajen most Akaši-Kaikjō, so prevoz potnikov in blaga po vsem prelivu Akaši opravljali trajekti. V prelivu so pogoste močne nevihte, zato je bila plovna pot nevarna. Leta 1955 sta v prelivu med nevihto potonila dva trajekta, kar je terjalo 168 življenj. Šok in javno ogorčenje je prepričalo japonsko vlado, naj pripravi načrte za viseči most, ki bi prečkal preliv. Prvotni načrt je predvideval mešani železniško-cestni most, toda tik pred začetkom gradnje - aprila 1988 - so se odločili zgolj za cestnega s šestimi prometnimi pasovi. Gradnja se je začela maja 1988, most je bil odprt za promet 5. aprila 1998.

## Konstrukcija
Most ima tri loke. Osrednji znaša 1991 m in dva druga vsak po 960 m. Most je tako dolg 3911 m. Dva nosilna stebra sta bila prvotno 1990 m narazen, vendar je potres 17. januarja 1995 zahteval spremembo, tako sta stolpa za 1 m bolj narazen.
Most je bil zasnovan z dvema členkoma v nosilnem sistemu, ki omogočata strukturi, da vzdrži vetrove 286 kilometrov na uro, potres do magnitude 8,5 in močne morske tokove. Srednji del predstavlja jekleno konstrukcijo, stranski polji sta iz prednapetega betona. Most vsebuje tudi množico blažilnikov, ki dušijo resonanco mostne konstrukcije. Glavna podporna stolpa - pilona se dvigata 282,8 m nad morsko gladino. Most se podnevi lahko zaradi segrevanja raztegne do 2 m. Vsako pritrdišče je zahtevalo 350.000 ton betona. Jekleni kabli so skupno dolgi 300.000 kilometrov. Vsak kabel ima premer 112 cm in vsebuje 36.830 pramenov žice.
Most Akaši-Kaikjo ima skupno 1737 svetilk: 1084 za glavne kable, 116 za pilona, 405 za nosilce in 132 za pritrdišča. Na glavnih kablih so tri visoke svetlobne cevi rdeče, zelene in modre barve. Večbarvna tehnologija RGB in računalniška tehnologija omogočata mešanje treh svetlob, da se lahko prikažejo različne kombinacije. Uporabljajo 28 vzorcev za priložnosti kot so državni in krajevni prazniki, spominski dnevi in proslave.